# Júlia de Cartago
Júlia de Cartago, conhecida também como Júlia de Córsega (Cartago, c. 420 – Córsega, c. 450), foi uma jovem mártir cristã que segundo relatos teria sido crucificada por não renunciar a sua fé.

## Vida

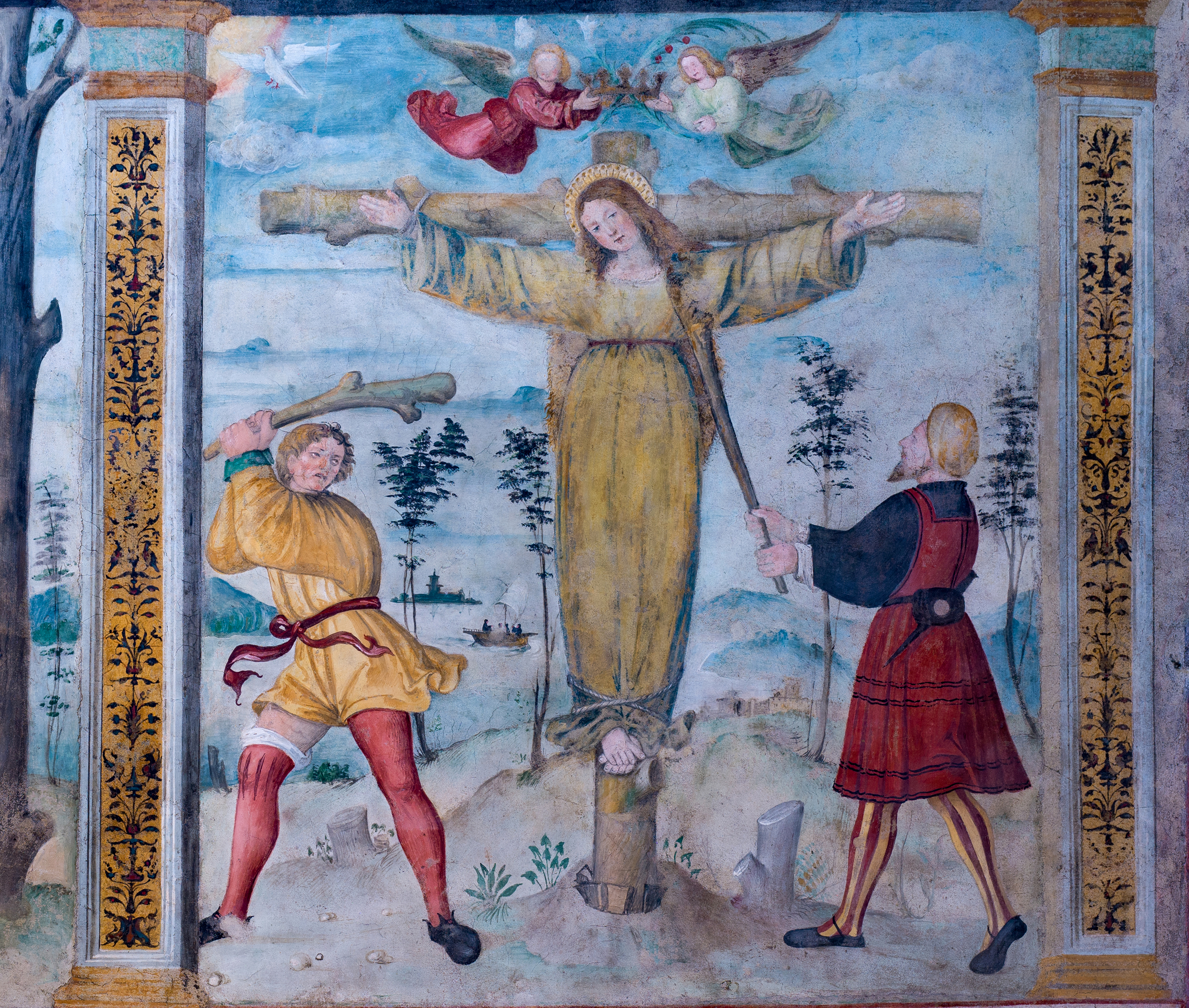
Martírio de Júlia da Córsega por Floriano Ferramola no Museu de Santa Júlia em Bréscia

Santa Júlia nasceu de pais romanos nobres de África, pertencia à família Julia. Pouco se sabe de sua infância, mas afirma-se que vivia uma vida simples e dedicada a Deus. Quando era bastante jovem, em 436 sua cidade foi conquistada pelos vândalos, liderados por Genserico. Júlia foi capturada e vendida como escrava a Eusébio, um comerciante pagão sírio, porém ela não se queixou e nem se sentiu triste, pois compreendeu que era vontade de Deus. Aceitou tudo e desempenhou as tarefas mais humildes com uma alegria maravilhosa. Amou a Deus com todo o seu coração. Em suas horas vagas e com autorização de seu próprio amo, lia livros santos e rezava fervorosamente.
No ano de 450, seu dono resolveu levá-la consigo para a França. No caminho, parou em uma vila, na ilha de Córsega, para ir a um festival pagão. Júlia se negou a ir. Contudo, parou na porta do templo local e, ajoelhada, rezou para que Jesus convertesse todas aquelas pessoas.
Félix, o governador dessa região, ficou muito enojado com ela porque não se uniu ao festejo. Convidou Eusébio para um banquete em seu palácio e ofereceu-lhe quatro de suas melhores escravas em troca dela. Seu dono recusou, já que tinha um enorme afeto por Júlia, que era uma servente muito fiel e boa.
Enquanto o comerciante dormia, o governador fez com que Júlia fizesse sacrifícios a seus ídolos. Prometeu-lhe dar-lhe a liberdade se ela consentisse em abandonar o cristianismo. Ela se negou dizendo que a única liberdade que desejava era a de servir Jesus. Félix, mandou que fosse flagelada e, por fim, crucificada e atirada ao mar. Quando Eusébio acordou, era tarde.
Ela aceitou o sofrimento como contribuição para que o cristianismo crescesse e desse frutos. O seu corpo foi encontrado, no dia 22 de maio de 450, ainda pregado na cruz, boiando no mar, pelos monges do convento da ilha vizinha de Gorgona. Depois eles o transportaram para a ilha, tiraram-no da cruz, ungiram-no e o colocaram num sepulcro.
No ano 762, a rainha Ansa, esposa do rei lombardo Desidério, mandou transladar as relíquias de santa Júlia para Brescia, propagando ainda mais sua veneração entre os fiéis. Um ano depois, o Papa Paulo I consagrou a Santa Júlia uma igreja naquela cidade. A sua festa litúrgica ocorre no dia 22 de maio. É a padroeira da Córsega.